# 陆万美
陆万美（1910年—1983年），男，云南昆明人，中国作家、文艺活动家，曾任云南省文化局局长，云南省文学艺术界联合会副主席，中国作家协会云南分会主席。